# خودکشی با دار زدن
خودکشی با دارآویختن (انگلیسی: Suicide by hanging) یکی از روش‌های خودکشی است که در آن فرد خود را با پیچاندن یک طناب یا کابل به دور گردن دار می‌زند. این روش یکی از رایج‌ترین روش‌های خودکشی است و میزان مرگ‌ومیر بالایی دارد.